# Cattedrale di Sant'Elisabetta
La cattedrale di Sant'Elisabetta a Košice (slovacco: Dóm svätej Alžbety, ungherese: Szent Erzsébet-székesegyház, tedesco: Dom der Heiligen Elisbeth) è la cattedrale gotica di Košice, in Slovacchia. Si tratta della maggiore chiesa del paese e della cattedrale gotica più orientale d'Europa. È sede della cattedra dell'arcidiocesi di Košice.

## Storia
Le prime testimonianze dell'esistenza di Košice risalgono al 1230 in relazione alla presenza di una chiesa con canonica. Nel processo di trasformazione dell'insediamento in città, tutti i momenti di successo e di crisi si sono riflessi nella cattedrale. L'edificio odierno, secondo le testimonianze storiche, fu costruito su uno precedente anch'esso dedicato a sant'Elisabetta, richiamato in un documento di papa Martino V del 1283 e in una lettera del 1290 che affermava che il vescovo di Eger Andrea II esentava la parrocchia di Košice dalla sfera di giurisdizione del decano. Tale edificio venne distrutto da un incendio nel 1370 e sullo stesso luogo, tra il 1378 e il 1508, venne eretta la nuova cattedrale, la cui costruzione avvenne in varie fasi. Come modello della chiesa fu utilizzata il duomo di San Vittore a Xanten.
La chiesa ha subito nel tempo diversi danneggiamenti dovuti a due grandi incendi (nel 1556 e nel 1775) e a calamità naturali, come il terremoto del 1834 e l'alluvione del 1845, e numerosi rimaneggiamenti. I primi lavori di restauro furono eseguiti tra il 1857 e il 1863, ma i problemi statici dell'edificio non furono risolti e si aggravarono dopo la tempesta del 1875, con l'allargamento delle crepe nella volta. Lavori di restauro più intensi furono effettuati tra 1877 e 1896 su progetto di Imre Steindl. La torre nord fu completata nel 1775, mentre la torre meridionale dedicata a Mattia Corvino nel 1904. Durante l'ultima fase dei lavori sotto la navata settentrionale fu costruita una cripta, in cui nel 1906 vennero tumulati i resti di Francesco II Rákóczi e dei suoi compagni a Rodosto.

## L'altare maggiore
L'altare maggiore è uno dei principali altari gotici della Slovacchia. Risale agli anni 1474-1477, ma fu successivamente rimaneggiato con l'aggiunta delle guglie. Al centro presenta tre statue lignee policrome che rappresentano la Vergine Maria, sant'Elisabetta d'Ungheria e sant'Elisabetta, sorella della Vergine. Le otto statuette laterali sono in terracotta e risalgono al XIX secolo. L'altare ha una doppia coppia di porte su cui sono raffigurate in totale tavole dipinte. A seconda della disposizione, che varia secondo il calendario liturgico, sono esposte le 12 tavole della vita di sant'Elisabetta d'Ungheria, le 24 tavole della Passione o le 12 tavole della vita della Vergine.

## Il campanile
Il campanile originario del duomo di Košice era il campanile di Sant'Urbano, una torre che sorge sul fianco settentrionale della chiesa. Si tratta di un edificio della fine del XIV secolo, eretto in stile gotico e più volte rimaneggiato.   

## Galleria d'immagini

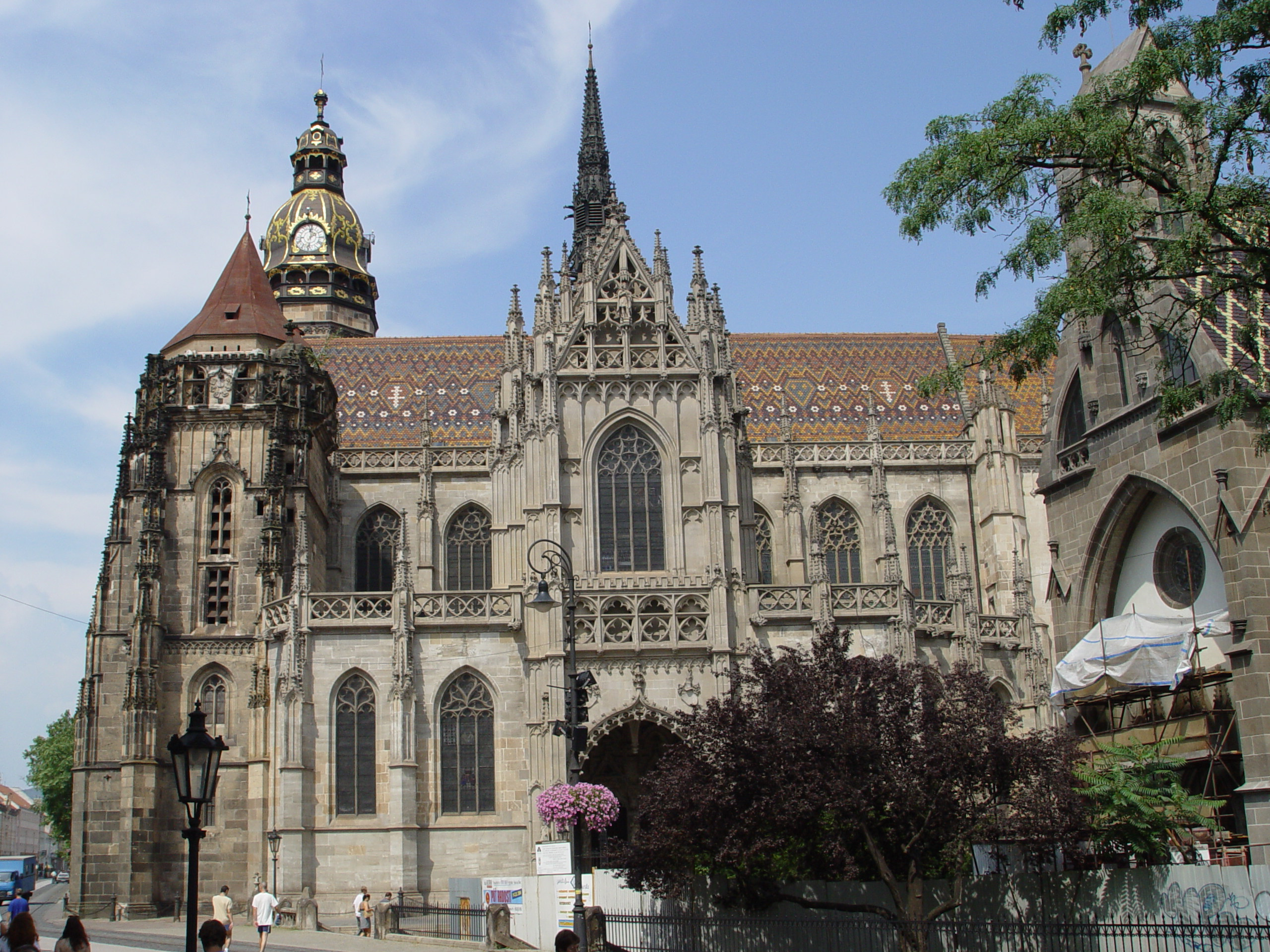
Prospetto laterale
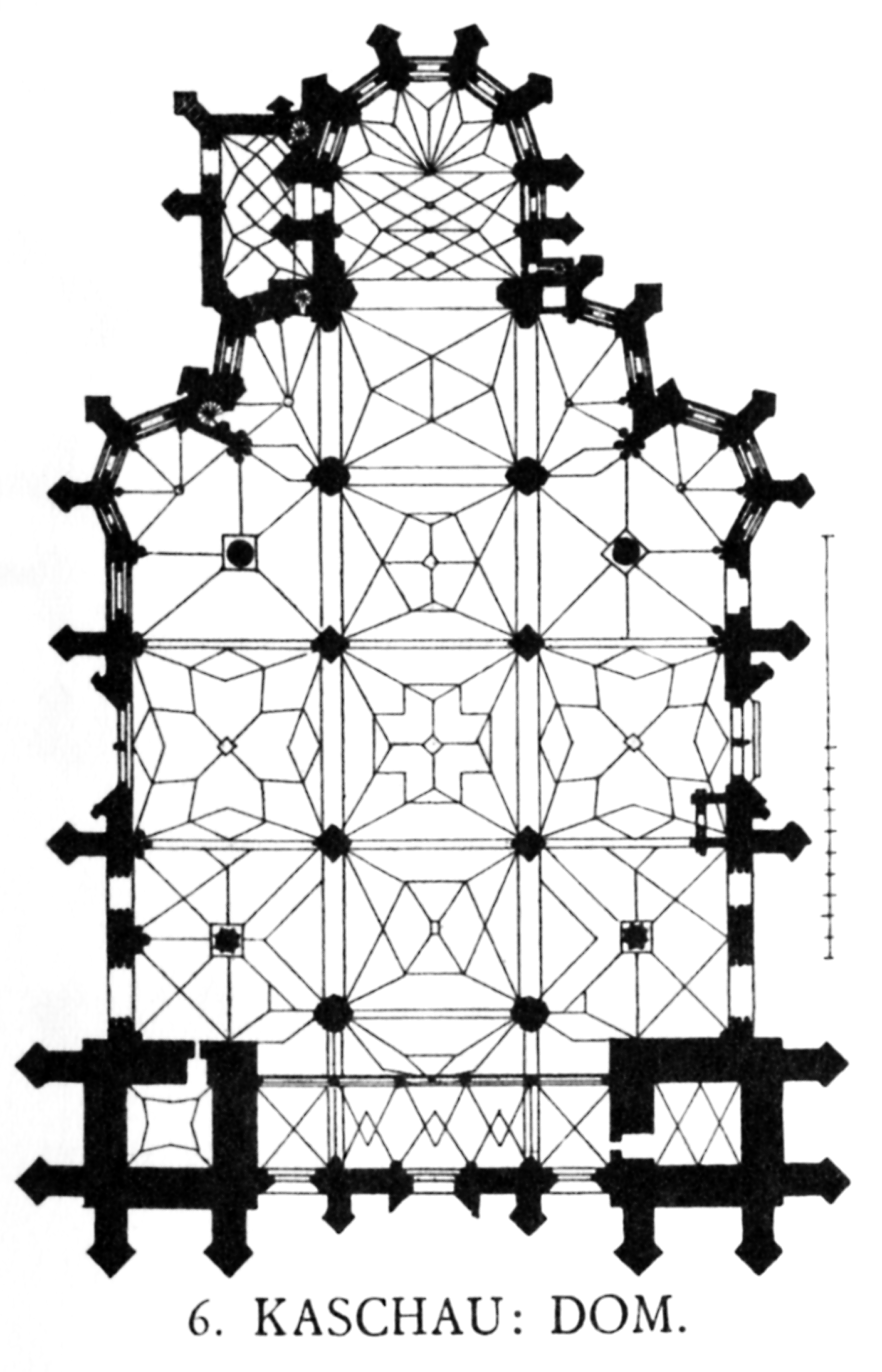
Pianta
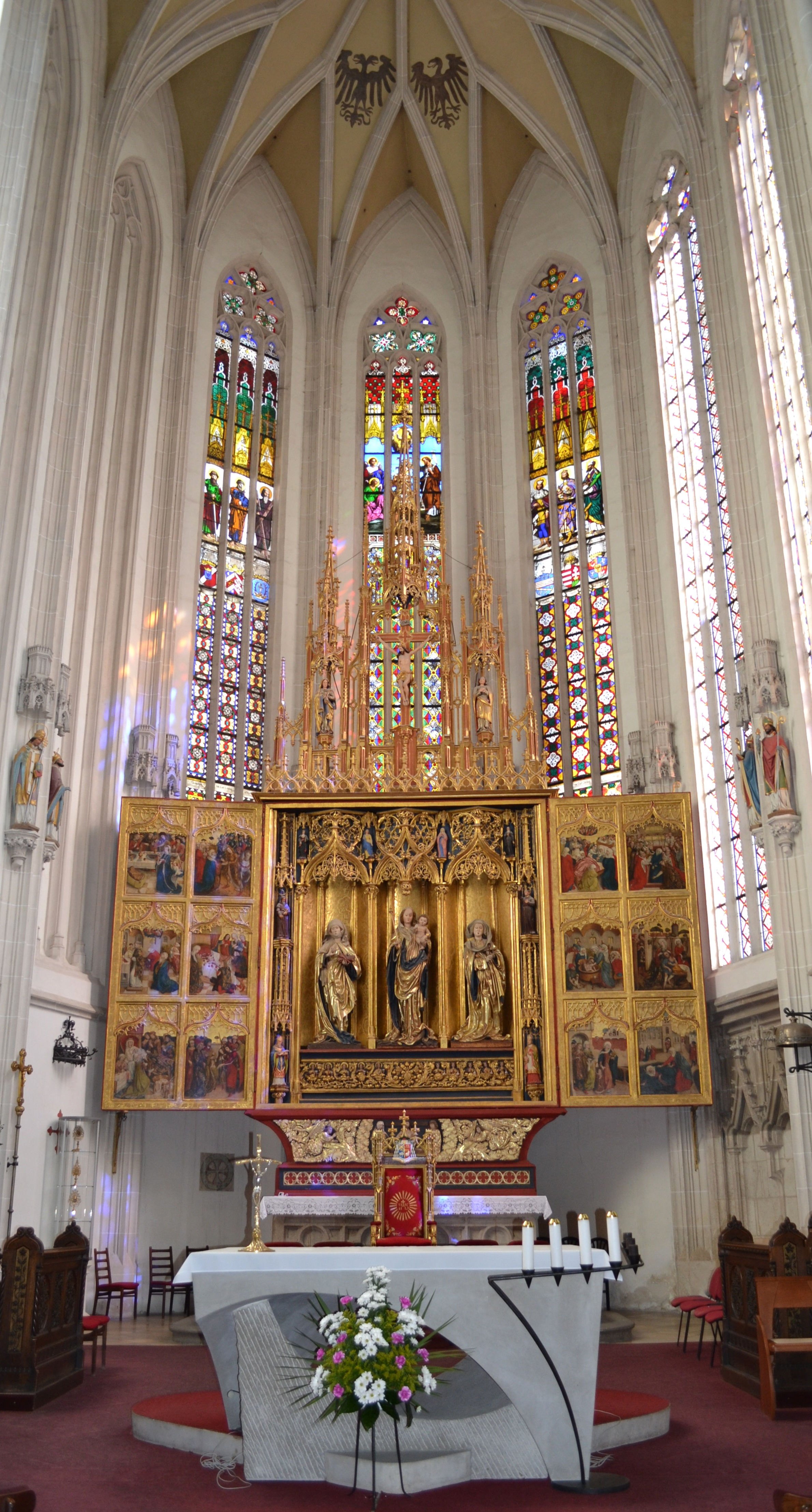
L'altare maggiore
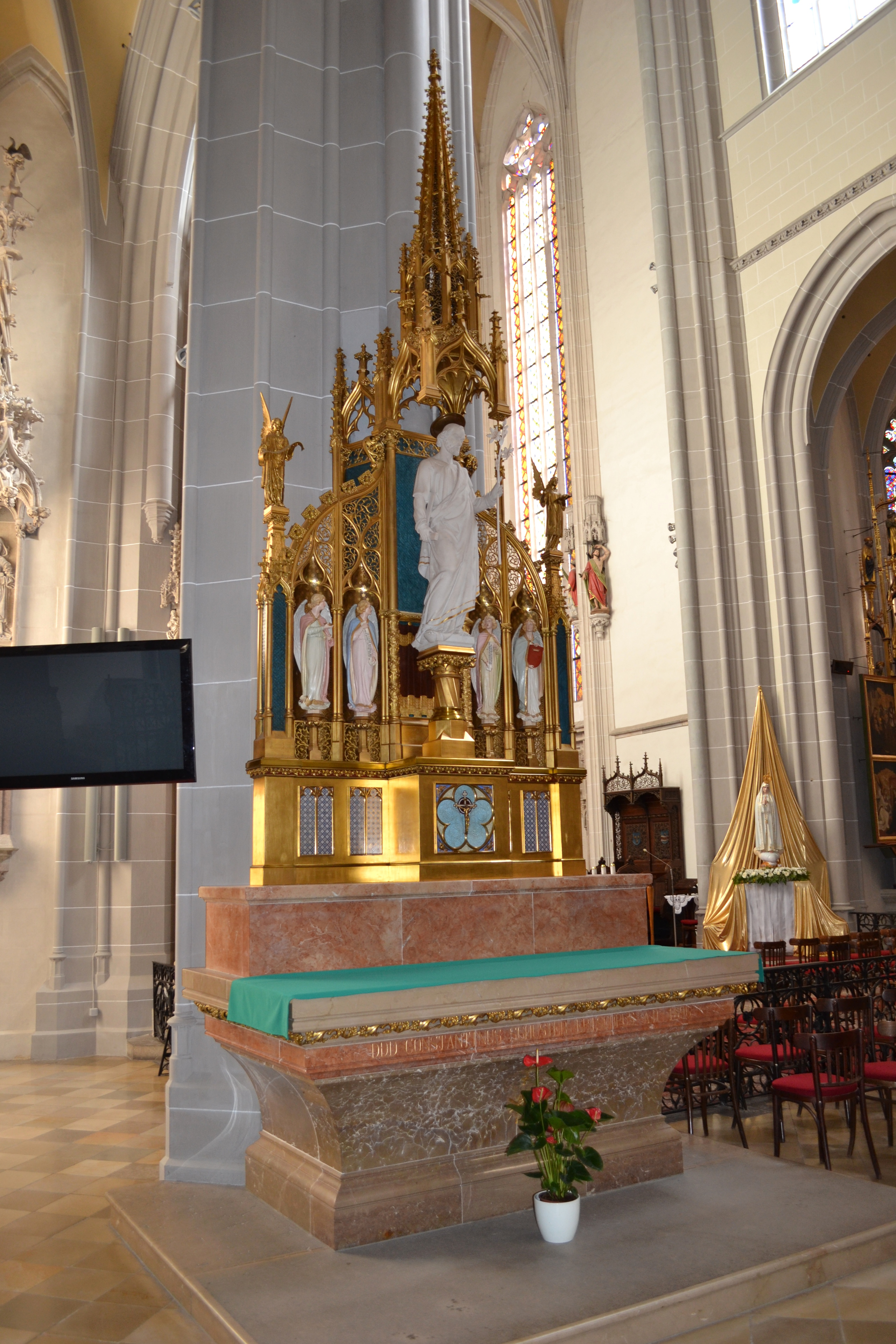
L'altare di San Giuseppe
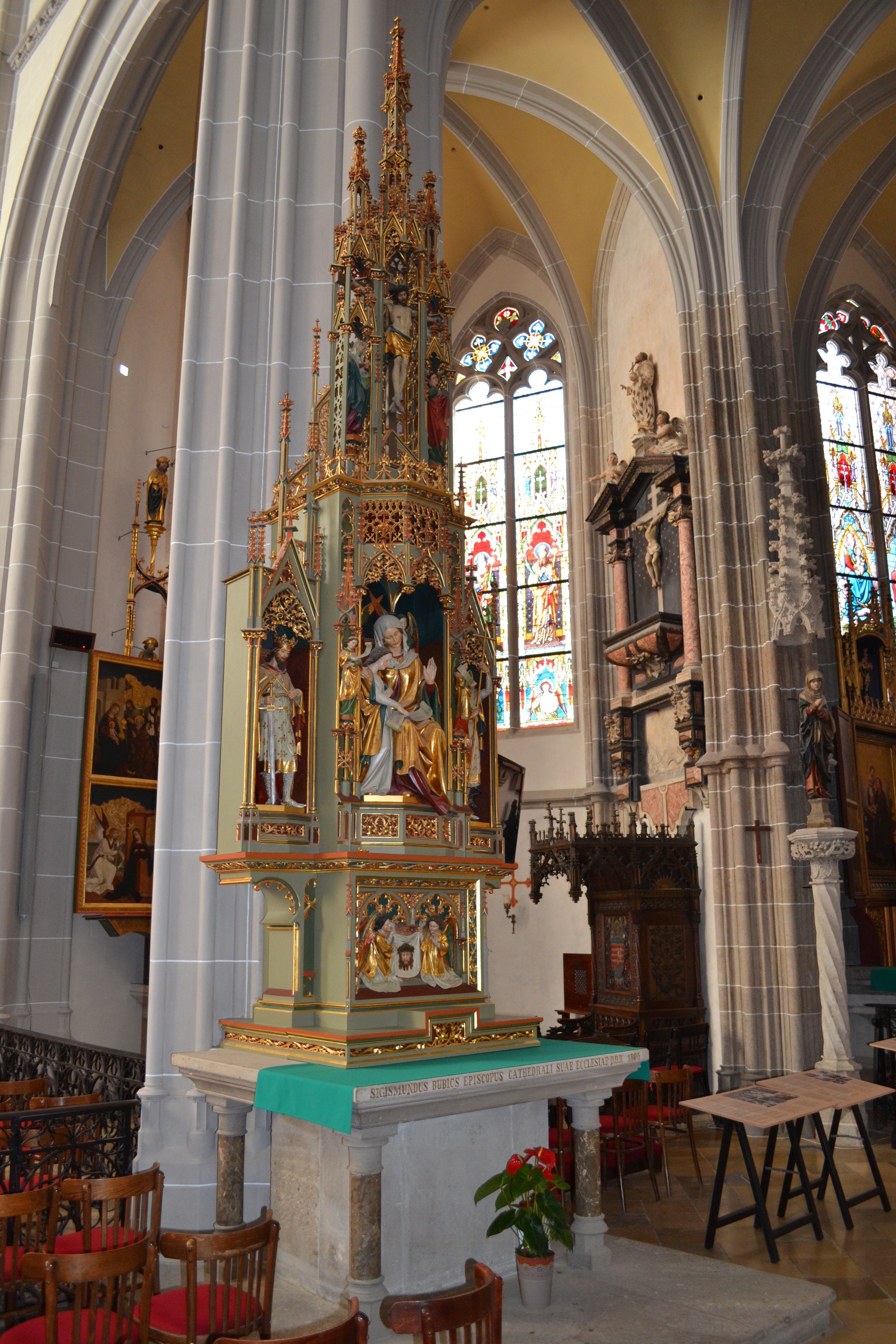
L'altare di Santa Anna
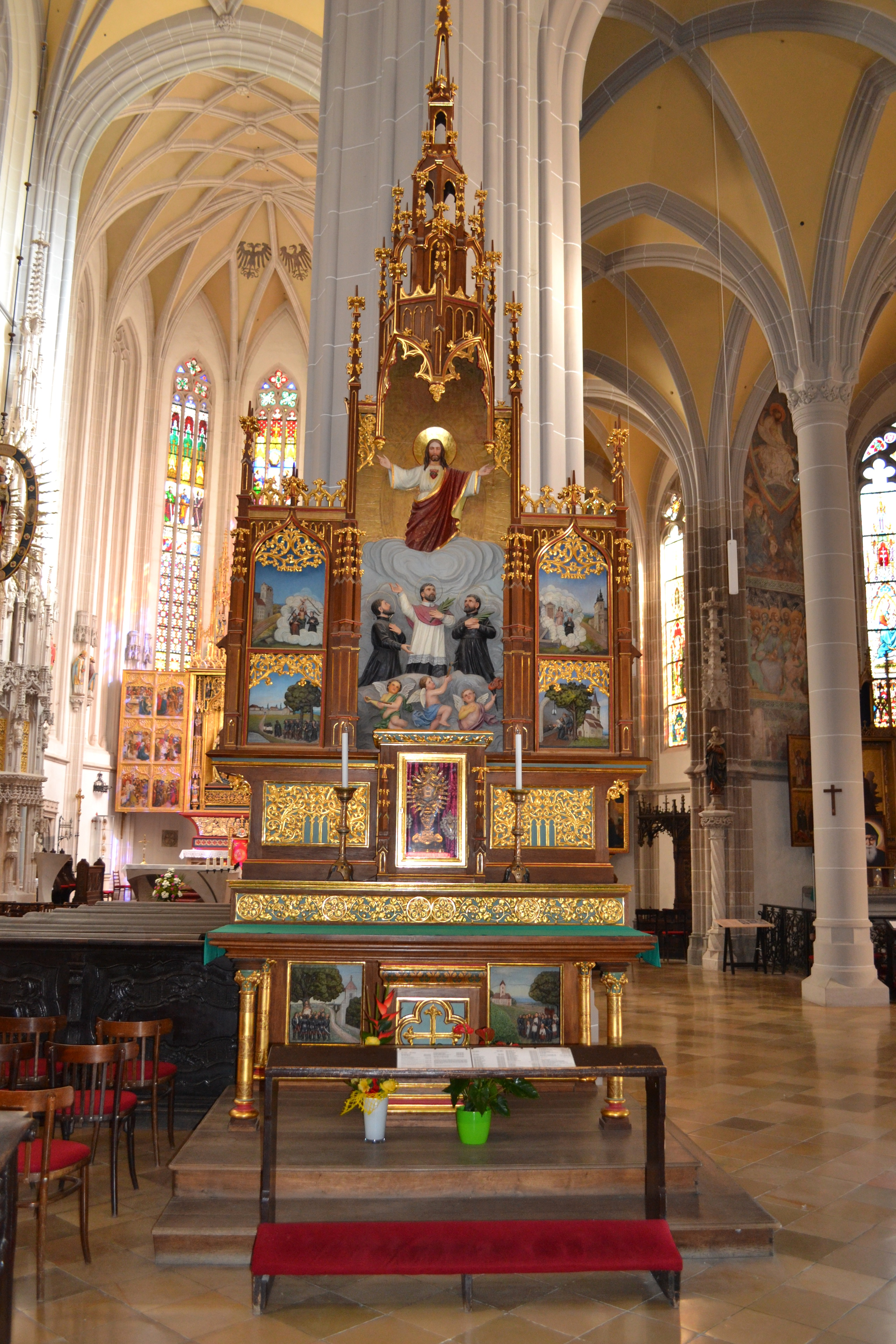
L'altare di Tre martiri di Košice
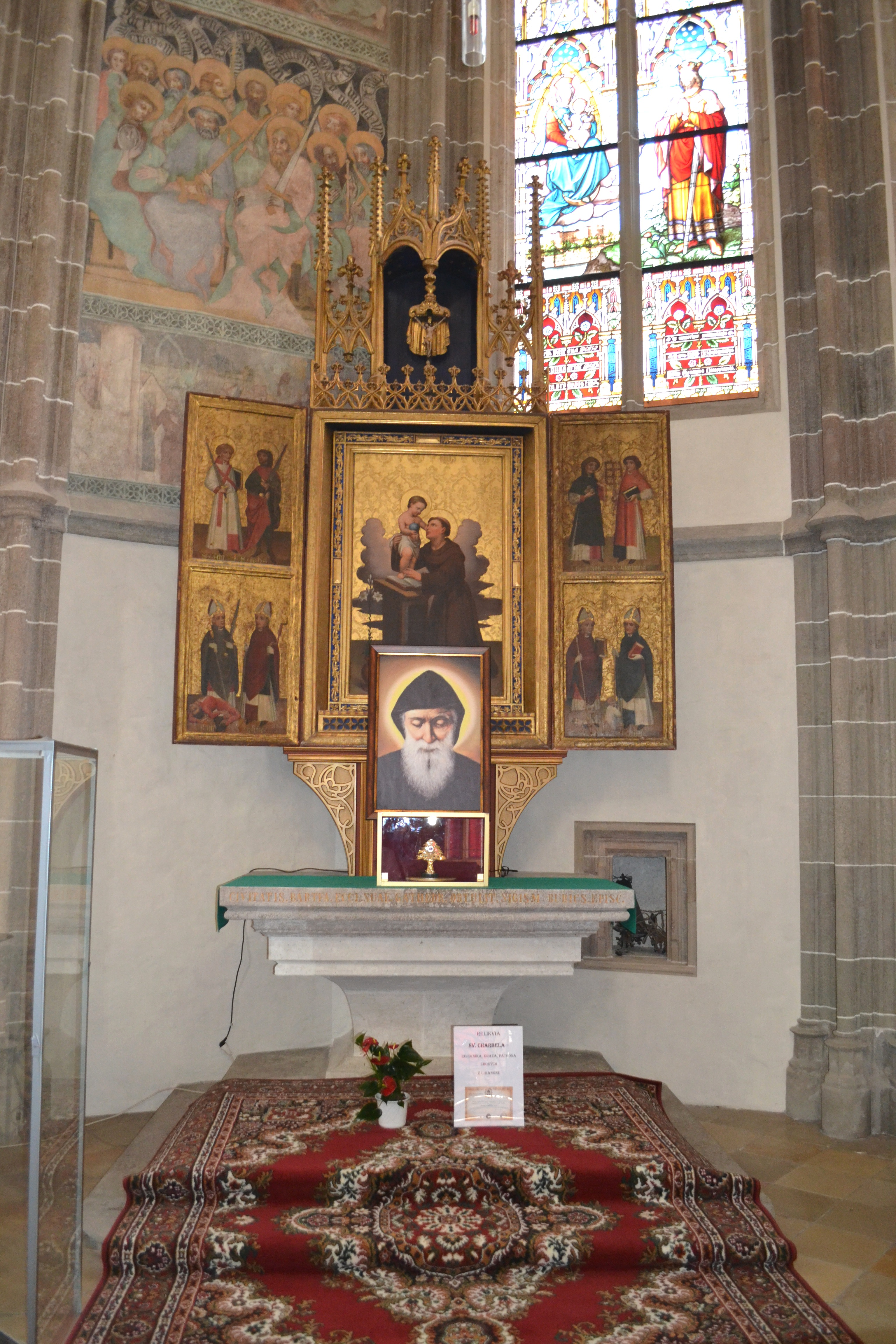
L'altare di Sant'Antonio di Padova
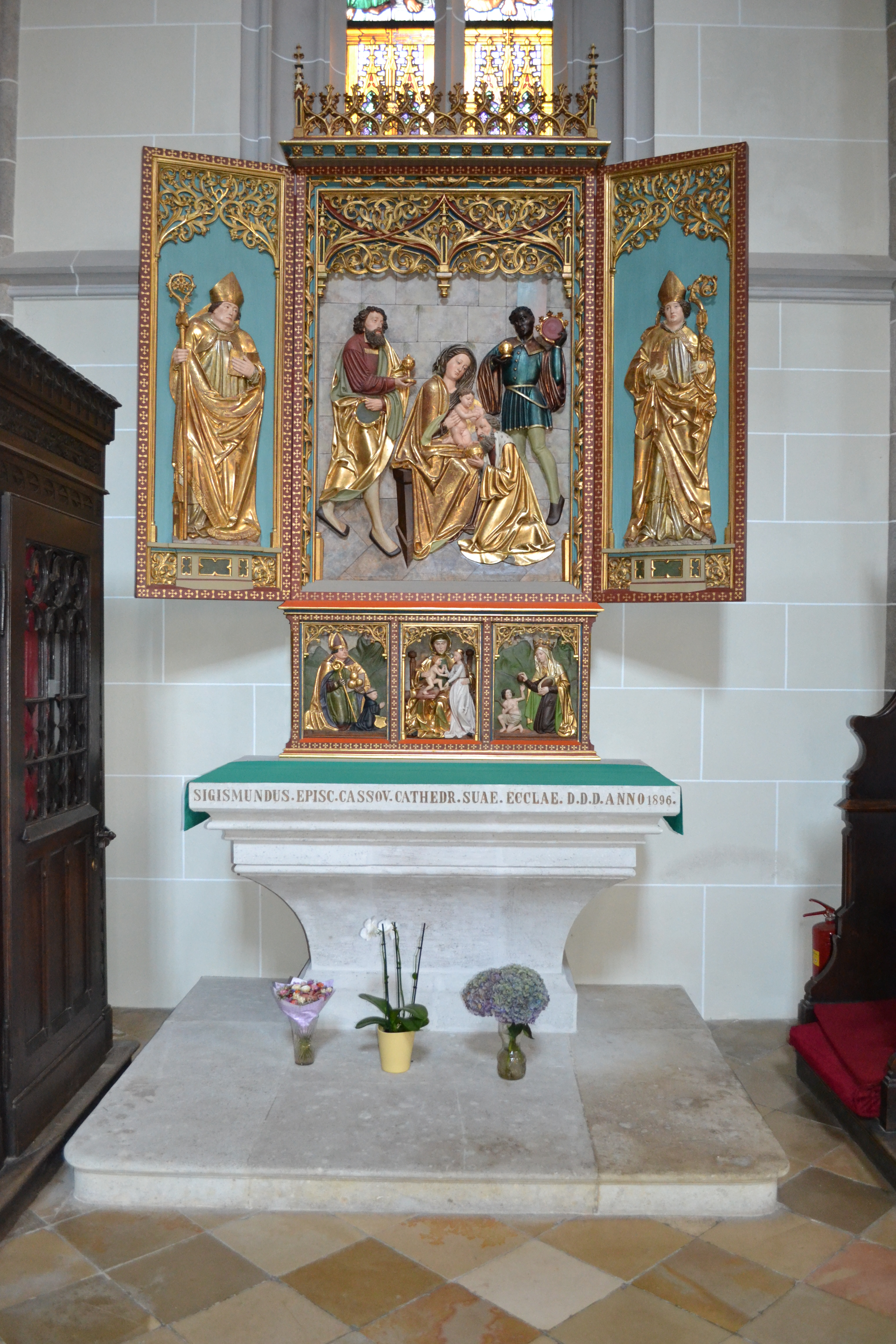
L'altare dei Tre Re